# Strasburgeriaceae
Strasburgeriaceae is een botanische naam, voor een familie van tweezaadlobbige planten. Een familie onder deze naam wordt met een zekere regelmaat erkend door systemen van plantentaxonomie, en ook door het APG-systeem (1998) en het APG II-systeem (2003).
Deze plaatsen de familie niet in een orde, maar de APwebsite [10 dec 2006] en het APG III-systeem (20030) plaatsen haar in de orde Crossosomatales.
Indien erkend, gaat het om een heel kleine familie. Vaak zal ze uit maar één soort bestaan, die voorkomt in Nieuw-Caledonië. De APWebsite [24 juli 2009] erkent twee soorten, als gevolg van het invoegen van de planten die soms wel de familie Ixerbaceae vormen (deze komen voor in Nieuw-Zeeland).